# Kuigatsi
Kuigatsi (deutsch Kuikatz, ab 1803 Löwenhof) ist ein Dorf (estnisch küla) in der estnischen Landgemeinde Otepää (bis 2017 Puka) im Kreis Valga. Es liegt circa 30 km nordöstlich der estnisch-lettischen Grenzstadt Valga (Walk). Kuigatsi hat 76 Einwohner (Stand 1. Januar 2006).

## Ort und Geschichte
Bei Kuigatsi wurde eine heidnische Festungsanlage (linnamägi) aus dem 1. Jahrtausend nach Christus nachgewiesen.
Kuigatsi wurde erstmals 1366 urkundlich erwähnt, als ein gewisser Henneke von Walmus seinen väterlichen Hof verkaufte. Seit 1466 ist das Dort Kuigatsi verzeichnet. 1869 bis 1950 war der Ort das Zentrum der gleichnamigen Landgemeinde (Kuigatsi vald).

## Gut Kuigatsi

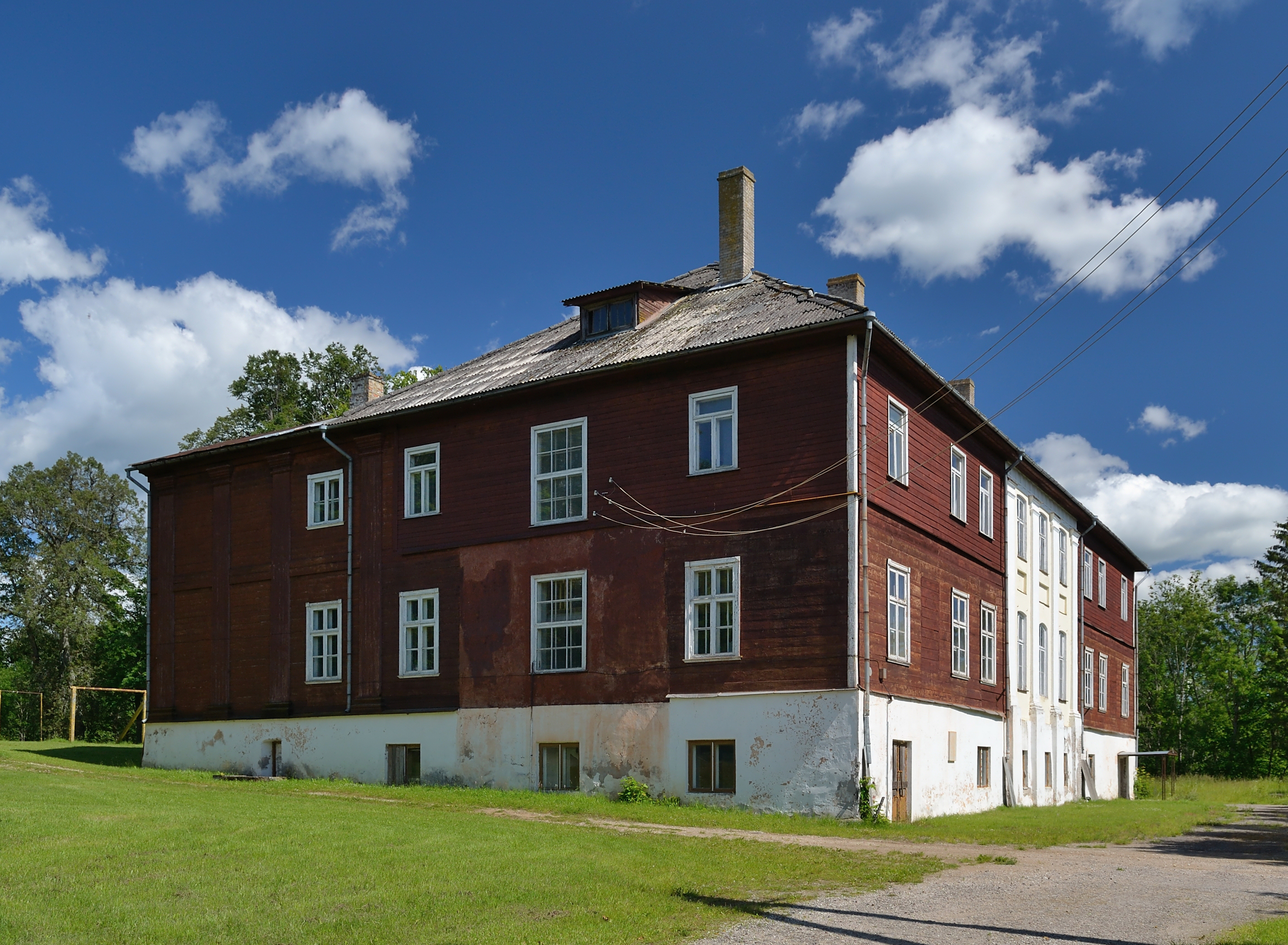
Herrenhaus

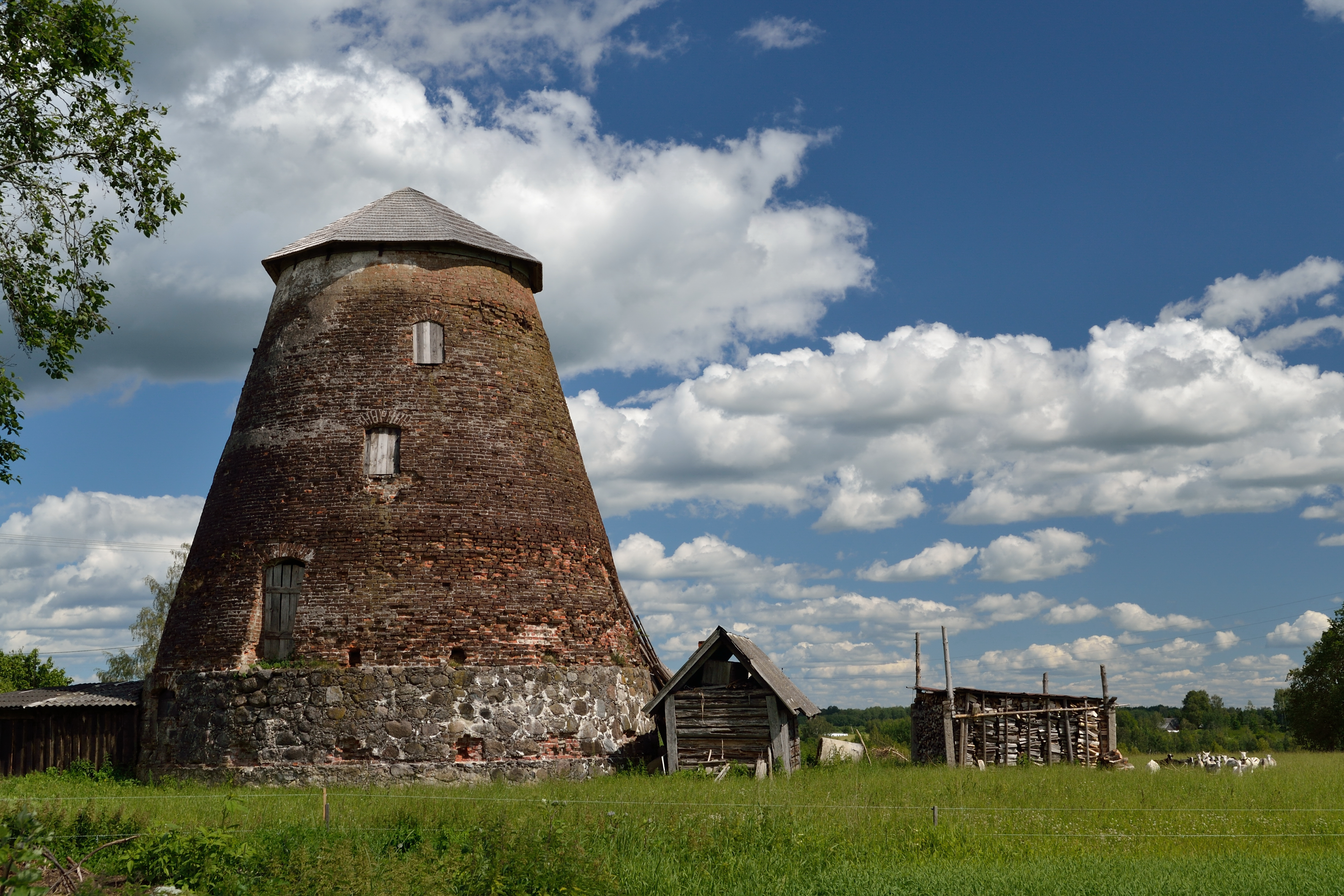
Windmühle

Das Gut Kuigatsi ist seit 1509 urkundlich belegt (Koywkatz). Es stand in seiner Geschichte im Eigentum der Familien Dumpian, Dücker, von Löwenstern (1776–1883) und von Nolcken (1883–1919).
Während der polnischen Herrschaft über Livland war es im Besitz der Jesuiten. 1776 kaufte Paul Ludwig Johann von Löwenstern das Anwesen. Von der Familie Löwenstern stammt der historische deutschsprachige Name Löwenhof, der 1803 offizialisiert wurde.
Das spätbarocke Herrenhaus von Kuigatsi wurde in den 1770/80er Jahren auf einem steinernen Sockel aus Holz errichtet. Auf der Parkseite wurden zwei zweigeschossige Flügel angebaut. Die Fassaden sind im Stil des Spätklassizismus gehalten. Das Herrenhaus wurde in der zweiten Hälfte des 19. Jahrhunderts und im 20. Jahrhundert stark umgestaltet und um ein großes Gewächshaus ergänzt. 
Im Zuge der estnischen Landreform wurde die letzte Eigentümerin, Josephine von Nolcken (geborene von Löwenstern), durch den estnischen Staat enteignet.
Das historische Herrenhaus sowie einige Nebengebäude wie das Verwalterhaus sowie die Ställe und das Kutschenhaus sind noch erhalten. Das Herrenhaus befindet sich heute wieder in Privatbesitz, nachdem dort zunächst eine Schule und von 1975 bis 2001 eine Internatsschule für behinderte Kinder untergebracht war. An der Landstraße zwischen Võru und Tõrva befinden sich darüber hinaus eine historische Schänke aus dem 18. Jahrhundert sowie das barocke Dienerhaus.
Kuigatsi ist der Geburtsort des deutschbaltischen Malers Friedrich Sigismund Stern (1812–1889).

## Persönlichkeiten
- Karl Magnus von Breyer (1746–1813), deutschbaltischer Marineoffizier und Vizeadmiral der Kaiserlich Russischen Marine
- Friedrich Sigismund Stern (1812–1889), deutschbaltischer Maler und Graphiker